# Kerstin Lindahl
Kerstin Matilda Lindahl, född 27 februari 1921 i Stockholm, död 3 november 1987 i Laxsjö, Krokoms kommun, Jämtland, var en svensk skådespelare.

## Filmografi
- 1943 – En flicka för mej
- 1943 – Elvira Madigan
- 1950 – Två trappor över gården